# Velarni nazal
Velarni nazal glas je koji postoji u nekim jezicima, a u međunarodnoj fonetskoj abecedi za nj se rabi simbol [ŋ].
Glas postoji u hrvatskome jeziku kao alofon glasa /n/ pred velarnim suglasnicima (primjerice, stanka [staŋka] ili mango [maŋgo]). Kao fonem pojavljuje se u engleskom (primjerice, sing [sɪŋ]), danskom, njemačkom, finskom, maorskom i drugim.
Često se, kao i u hrvatskom, pojavljuje kao alofon nazala pred velarima. Postoji i bezvučna inačica glasa [ŋ̊] koja se pojavljuje u, primjerice, burmanskom, velškom, islandskom itd.
Karakteristike su:
- po načinu tvorbe jest nazal
- po mjestu tvorbe jest palatalni suglasnik
- po zvučnosti jest zvučan.